# Thibaut Bernard
Thibaut Bernard (15 gennaio 2003) è un pistard e ciclista su strada belga che corre per il Lotto Devo Team.

## Palmarès

### Pista
- 2022

Campionati belgi, Inseguimento individuale
- 2023

Campionati belgi, Inseguimento individuale
GP Poland, Scratch
- 2024

Campionati belgi, Scratch
Campionati belgi, Corsa a eliminazione
- 2025

Campionati europei, Americana Under-23 (con Milan Van Den Haute)

### Strada
- 2023 (Bingoal WB Development Team, una vittoria)

Grand Prix Superette Delhaize Tilman

## Piazzamenti

### Competizioni mondiali
- Campionati del mondo su pista

Saint-Quentin-en-Yvelines 2022 - Inseguimento a squadre: 8º
Glasgow 2023 - Inseguimento a squadre: 9º
Apeldoorn 2024 - Inseguimento individuale: squalificato

### Competizioni europee
- Campionati europei su pista

Fiorenzuola d'Arda 2020 - Inseguimento a squadre Junior: 6º
Fiorenzuola d'Arda 2020 - Inseguimento individuale Junior: 13º
Apeldoorn 2021 - Inseguimento a squadre Junior: 10º
Apeldoorn 2021 - Inseguimento individuale Junior: 9º
Anadia 2022 - Inseguimento individuale Under-23: 9º
Anadia 2022 - Inseguimento a squadre Under-23: 2º
Monaco di Baviera 2022 - Inseguimento a squadre: 6º
Monaco di Baviera 2022 - Inseguimento individuale: 10º
Grenchen 2023 - Inseguimento a squadre: 5º
Anadia 2023 - Inseguimento a squadre Under-23: 3º
Anadia 2023 - Inseguimento individuale Under-23: 8º
Cottbus 2024 - Inseguimento a squadre Under-23: 2º
Cottbus 2024 - Inseguimento individuale Under-23: 3º
Cottbus 2024 - Corsa a punti Under-23: 3º
Heusden-Zolder 2025 - Inseguimento a squadre: 8º
Heusden-Zolder 2025 - Inseguimento individuale : 11º
Anadia 2025 - Inseguimento a squadre Under-23: 6º
Anadia 2025 - Inseguimento individuale Under-23: 8º
Anadia 2025 - Americana Under-23: vincitore